# Vultures of the Sea

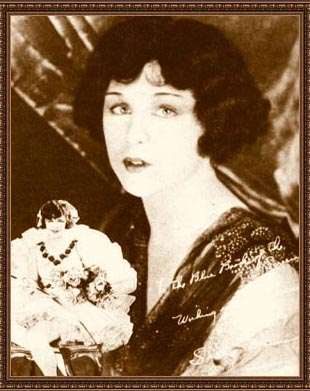

Pour plus de détails, voir Fiche technique et Distribution.
Vultures of the Sea est un serial américain réalisé par Richard Thorpe, sorti en 1928.

## Synopsis
Serial comportant 10 épisodes.

## Fiche technique
- Titre original : Vultures of the Sea
- Réalisation : Richard Thorpe
- Scénario : William P. Burt, Wyndham Gittens
- Production : Nat Levine
- Société de production : Mascot Pictures
- Société de distribution : Mascot Pictures
- Pays de production :  États-Unis
- Langue originale : anglais
- Format : noir et blanc — 35 mm — 1,37:1 — Film muet
- Genre : serial
- Dates de sortie :
  - États-Unis : 1er août 1928

## Distribution
- Johnnie Walker
- Shirley Mason
- Tom Santschi
- Frank Hagney
- Boris Karloff